# Nyugati bűzösborz
A nyugati bűzösborz (Spilogale gracilis) Észak-Amerika nyugati felén honos, a bűzösborzfélék családjába tartozó kisragadozó.

## Megjelenése
A nyugati bűzösborz kb. feleakkora mint egy macska. A hímek teljes testhossza átlagosan 42 cm (ebből 13,5 cm a farka), súlyuk 565 g; a nőstények 36 cm hosszúak (farkuk 12,9 cm), tömegük pedig 368 g. Bundájuk alapszíne fekete, amin széles fehér csíkok látszanak; összességében a fekete és fehér területek kb. egyforma nagyságúak. A test elején három pár hosszanti fehér sáv található: egy-egy a gerinc mellett a fejtetőről indulva; egy pár a szem mögül indul a törzs oldalának közepéig; a harmadik pár pedig a vállnál kezdődik, hogy a törzs közepén felfelé kanyarodva keresztirányúvá váljék. A test végén ezenfelül még két pár keresztcsík látható: egy széles, ami a combtól kezdődve a faron át felvezet a gerinctájékig; és egy rövid csík a comb hátsó részén amely egyes esetekben csak néhány folt formájában jelenik meg. Bozontos farkának alja kb. a fele hosszig fehér és a farok végén is látható egy jókora fehér rész.
Fülei kicsik és kerekek. Mancsain öt-öt ujj található. Az első mancsokon hosszú, 7 mm-es görbe karmok vannak; hátsó lábainak körmei csak feleekkorák és egyenesek.
Kromoszómaszáma 2n=58. 

## Elterjedése
Észak-Amerika nyugati részén él, Kanada British Columbia tartományának délnyugati csücskétől az Egyesült Államok nyugati részén át egészen Közép-Mexikóig. Csontjait megtalálták a La Brea-kátránytavakban.  

## Életmódja

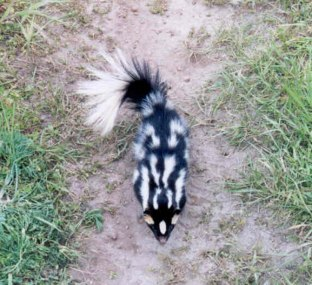

A nyugati bűzösborz folyók mentén, vízmosásokban, sziklás-bozótos terepen fordul elő leginkább. Vackát sziklarepedésekbe vagy odvas fákba készíti. Megtalálható a települések környékén, sőt a padlásokra is beköltözhet.
Éjszakai állat. Meglehetősen rövidlátó és kevéssé törődik a környezetével. Általában nem távolodik el egy km-nél messzebb a vackától. Ügyesen mászik sziklákra és fára és jól ás a földben. A kölykök felnőtt korukig az anyjukkal maradnak és megfigyelhető ahogyan egymás után egy sorban "vonatoznak". Nem alusznak igazi téli álmot, de a nőstények tél elején akár húszfős csoportokban is összegyűlnek és egy odúban alszanak heteken át. A hímek egész télen egyedül maradnak. A többi bűzösborzhoz hasonlóan végbélnyílása mellett két bűzmirigy található, amelyekből támadója irányába rendkívül kellemetlen szagú váladékot több fröcskölni. A váladéklövellés előtt a borz igyekszik elriasztani a ragadozót: felemeli a farkát, farral felé fordul, lábával kapar és hangosan sziszeg. Ezek a védekező magatartásminták a kis borzok játékában is megfigyelhetőek. A borz igyekszik a támadó arcába és szemébe célozni és sárgás szagú, butil-merkaptánt tartalmazó váladékát akár 3 méterre is elspricceli. A jelek szerint a borzok maguk sem szeretik a váladék bűzét és a vackuk környékén vagy egymásra soha nem fröcskölnek, még akkor sem, ha harcolnak. A fiatal bűzösborzok kevesebb és kevésbé szagos váladékot termelnek. Ürülékük is erőteljesen bűzös.
Mindenevők. Megeszik az egereket, madártojásokat, kisnyulakat, gyümölcsöket, bogyókat, gyökereket és a rovarokat (sáskákat, skorpiókat).

### Szaporodása
A hímek heréi márciusban kezdenek megnagyobbodni, a spermatermelés májusban indul meg és szeptemberben ér a csúcsára. A nőstények szeptemberben kezdenek tüzelni, ekkor kezdődik a párzási időszak. Októberre a hímek spermiumtermelése leáll. A megtermékenyített petesejt egész télen, 180-200 napig szabadon lebeg a méhben és csak ezután ágyazódik be a méhfalba, hogy megkezdje fejlődését. A teljes vemhességi idő 210-230 nap. A nőstény április végén-májusban hozza világra 2-5 kicsinyét, amelyek 4-5 hónapos korukban válnak ivaréretté.

## Természetvédelmi helyzete
A nyugati bűzösborz a Természetvédelmi Világszövetség Vörös listáján nem fenyegetett státusszal szerepel. Bár nem különösebben gyakori, elterjedési területe igen nagy. A rágcsálók és sáskák pusztításával hasznot hajt a farmereknek, azonban megeheti a baromfik tojásait és a házakba költözve bűzével ideiglenesen lakhatatlanná teheti azokat, így gyakran csapdázzák, mérgezik vagy lelövik. Az utakon az autók is sok áldozatot szednek közülük.

## Alfajai
- S. g. amphialus Dickey, 1929 – Kaliforniai Csatorna-szigetek
- S. g. gracilis Merriam, 1890 – Washington államtól Nyugat-Oklahomáig
- S. g. latifrons Merriam, 1890 – délnyugat-Brit Columbia, Nyugat-Oregon
- S. g. leucoparia Merriam, 1890 – Dél-Arizona, Új-Mexikó, Texas, Észak-Mexikó
- S. g. lucasana Merriam, 1890 – Baja California déli része
- S. g. martirensis Elliot, 1903 – Baja California északi és középső része
- S. g. phenax Merriam, 1890 – Kalifornia